# Cephalanthera epipactoides
Cephalanthera epipactoides is een orchidee die voorkomt in het oostelijke Middellandse Zeegebied, voornamelijk in Griekenland en Turkije.
Het is een vrij grote en stevige plant die opvalt door zijn eveneens grote, talrijke witte tot cremekleurige bloemen.

## Naamgeving enetymologie
Synoniem: Cephalanthera cucullata subsp. epipactoides (Fisher & C.A. Mey.) Sundermann
De botanische naam Cephalanthera is een samenstelling van Oudgrieks κεφαλή (kephalē), hoofd en ανθηρός (anthēros), bloeiend en wijst er op, dat de helmknop er als een hoofdje uitziet. De soortaanduiding epipactoides verwijst naar de gelijkenis met orchideeën van het geslacht Epipactis, de wespenorchissen.

## Kenmerken
Cephalanthera epipactoides is een robuuste, 20 tot 70 cm hoge plant, met een stevige, groene stengel met twee tot vier stengelbladeren, en een losbloemige bloeiaar met tien tot dertig bloemen. Het is een vaste plant (geofyt) die elk jaar vanuit ondergrondse wortelknol opnieuw een bloemstengel vormt.
Er is geen bladrozet. De stengelbladeren zijn afstaand, groen, ongevlekt, tot 6 cm lang, ovaal, zittend tot stengelomvattend, met een verdiepte middennerf. De bladeren lijken hierdoor wat op die van de wespenorchissen (Epipactis). De onderste schutbladeren zijn bladachtig, naar boven toe in lengte afnemend maar steeds langer dan het vruchtbeginsel.
De bloemen zijn wit, cremekleurig tot lichtgeel, tot 4 cm groot. Ze komen meestal open. De sepalen of kelkbladen zijn lijnlancetvormig en spits, de petalen of kroonbladeren lancetvormig. De lip is korter dan de sepalen, tot 22 mm lang, lichtgeel generfd, en heeft een holle hypochiel met twee afgeronde, teruggeslagen zijlobben en een smallere, langwerpig hartvormige epichiel met zeven tot negen parallelle, cremekleurige tot geelbruine lijsten. Er is geen spoor.
De bloeitijd is van maart tot eind juni.

## Habitat, verspreiding en voorkomen
Cephalanthera epipactoides komt voor in het oostelijke Middellandse Zeegebied, tussen Thracië (Griekenland) in het westen en Antalya en Ordu (Turkije) in het oosten. De plant kan plaatselijk heel abundant zijn.
Hij geeft de voorkeur aan droge tot vochtige, alkalische bodems op halfbeschaduwde plaatsen, zoals lichte eiken- en dennenbossen en meer zeldzaam in garrigue, tot op hoogtes van 1200 m.

## Verwante en gelijkende soorten
C. epipactoides kan van het sterk verwante wit bosvogeltje (C. longifolia) onderscheiden worden door de lengte van de stengelbladeren, en van het bleek bosvogeltje (C. damasonium), door de grootte en de vorm van de bloemen.
Het meest verwant is hij waarschijnlijk aan Cephalanthera kurdica, die ook in Turkije voorkomt maar meestal roze bloemen heeft.
C. austiniae · 
C. bijiangensis · 
C. calcarata · 
C. caucasica · 
C. cucullata · 
C. damasonium (Bleek bosvogeltje) · 
C. epipactoides · 
C. gracilis · 
C. kotschyana · 
C. kurdica · 
C. longibracteata · 
C. longifolia (Wit bosvogeltje) · 
C. rubra (Rood bosvogeltje) · 
C. schaberi